# Perizoma leucatma
Perizoma leucatma är en fjärilsart som beskrevs av Fletcher 1961. Perizoma leucatma ingår i släktet Perizoma och familjen mätare. Inga underarter finns listade i Catalogue of Life.